# Racord furtun

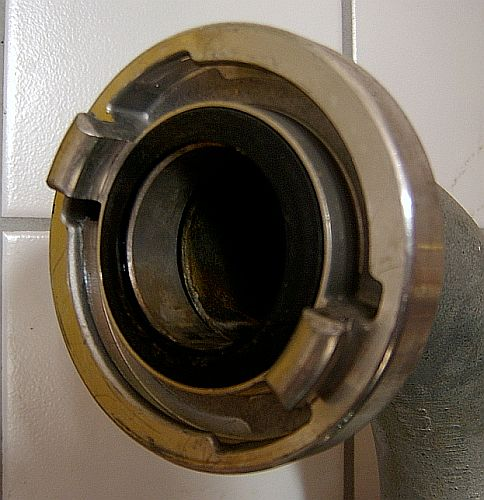
Racord furtun

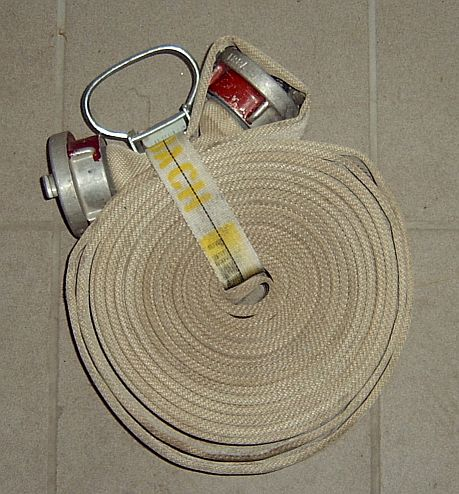
Furtun de refulare tip C pe suport

Racordul pentru furtun este un accesoriu care folosește la realizarea legăturii între două  furtunuri, tuburi de absorbție, la cuplarea a două accesorii diferite și la obturarea unor conducte de refulare sau aspirație.

## Clasificare

### Din punct de vedere al mărimii
pot fi (A, B, C si D).

### După domeniul de utilizare
racordurile se clasifica in:
- racorduri de refulare pentru racordarea furtunurilor de refulare;
- racorduri de aspirație pentru racordarea tuburilor de aspirație;
- racorduri fixe montate prin înfiletare la gurile de aspirație;
- racorduri înfundate cu rol de capac pentru etanșare

### După diametre de trecere
- racordurile de refulare sau aspirație:A( 96 mm), B( 62 mm), C(43 mm), D (18 mm).
- racordurile fixe:A( 100 mm), B( 65 mm), C(45 mm), D (18 mmm)
- racordurile înfundate:A( 100 mm), B( 65 mm), C(45 mm), D (18 mmm)[1].

## Galerie

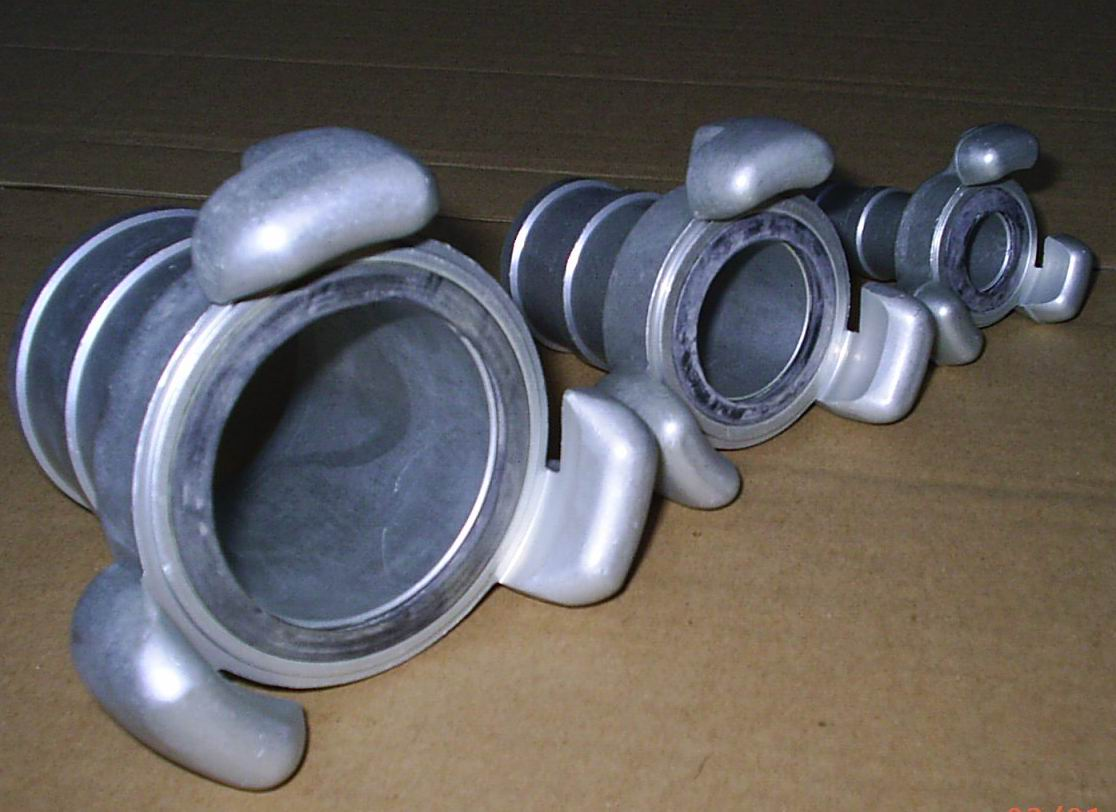
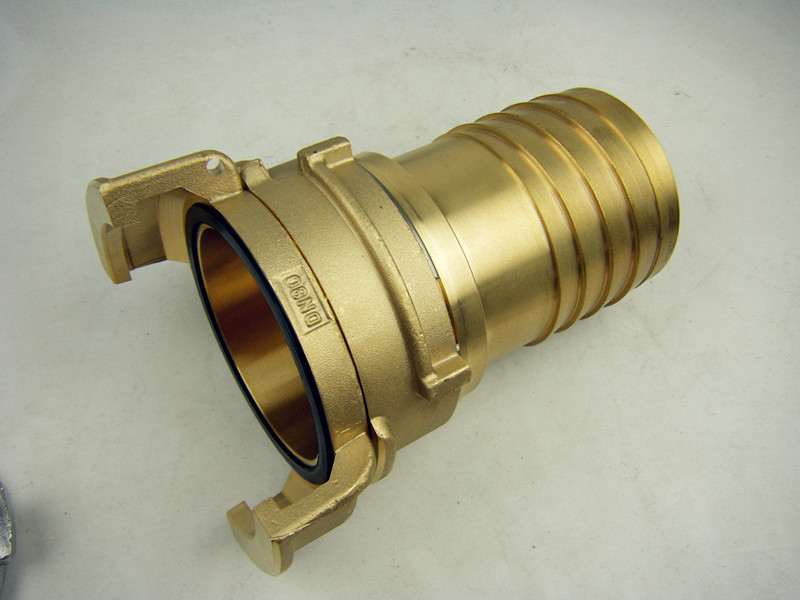
Cuplaj furtun Guillemin EMS Franța
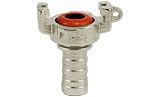
Racord țeavă Franța